# Tầng Homer
| Hệ/ Kỷ                                | Thống/ Thế | Bậc/ Kỳ                          | Tuổi (Ma) | Tuổi (Ma) |
| ------------------------------------- | ---------- | -------------------------------- | --------- | --------- |
| Devon                                 | Sớm        | Lochkov                          | trẻ hơn   | trẻ hơn   |
| Silur                                 | Pridoli    | không xác định tầng động vật nào | 419.2     | 423.0     |
| Silur                                 | Ludlow     | Ludford                          | 423.0     | 425.6     |
| Silur                                 | Ludlow     | Gorsty                           | 425.6     | 427.4     |
| Silur                                 | Wenlock    | Homer                            | 427.4     | 430.5     |
| Silur                                 | Wenlock    | Sheinwood                        | 430.5     | 433.4     |
| Silur                                 | Llandovery | Telych                           | 433.4     | 438.5     |
| Silur                                 | Llandovery | Aeron                            | 438.5     | 440.8     |
| Silur                                 | Llandovery | Rhuddan                          | 440.8     | 443.8     |
| Ordovic                               | Muộn       | Hirnant                          | già hơn   | già hơn   |
| Phân chia kỷ Silur theo ICS năm 2017. |            |                                  |           |           |

Tầng Homer trong niên đại địa chất là kỳ cuối của thế Wenlock, và trong thời địa tầng học là bậc trên của thống Wenlock thuộc hệ Silur. Kỳ Homer tồn tại từ ~ 430.5 Ma đến 427.4 Ma (Ma: Megaannum, triệu năm trước).
Kỳ Homer kế tục kỳ Sheinwood của thế Wenlock, và tiếp sau là kỳ Gorsty của thế thế Pridoli.
Tên tầng đặt theo tên một ngôi làng nhỏ Homer ở Shropshire, gần Many Wenlock, Anh Quốc.